# 1977 Голяма награда на ЮАР
1977 Голяма награда на ЮАР е 14-о за Голямата награда на Южна Африка и трети кръг от сезон 1977 във Формула 1, провежда се на 5 март 1977 година на пистата Киалами, ЮАР.

## История на кръга
Иън Шектър се контузи по време на състезание от сериите Формула Атлантик като на мястото му в Марч заема Ханс-Йоахим Щук (германския АТС все още не са готови за участие). Бой Хайе и Брет Лънгър се завръщат в колоната с частните Марч 761, а с проблемите на болида P207 отборът на БРМ реши да използва стария P201 за Лари Пъркинс.

### Квалификация
За трети пореден път Джеймс Хънт взе пола с време 1:15.96 пред втория Карлос Паче. Ники Лауда и Патрик Депайе окупират втората редица, с Джоди Шектър зарадвайки местните фенове с пето време. Марио Андрети, Рони Петерсон, Карлос Ройтеман, Емерсон Фитипалди и Гунар Нилсон запълват останалите места в десетката.

### Състезание
Хънт потегли добре за разлика от Паче, който загуби позиция от Лауда, Шектър и Депайе. Виторио Брамбила изостана заради проблем със съединителя, докато Том Прайс остана зад колоната с проблеми по намирането на първа предавка. Петерсон стана първата жертва, след като остана без горивно налягане в своя Тирел, а през това време Лауда намали преднината на Хънт до седмата обиколка където австриеца изпревари Макларън-а. Зад англичанина, Шектър е преследван от Депайе, докато Прайс и Брамбила си поправят път през колоната.
В 15-а обиколка водачите започват да настигат по-бавните болиди, което хвана Хънт неподготвен и Шектър го изпревари за второ място. По същия начин Андрети загуби позиции от Ройтеман и от Джон Уотсън, докато Брамбила изпревари Емерсон Фитипалди, който от своя страна е преследван от групата на Щук, Прайс, Жак Лафит и Нилсон.
Трагедия удари в 22-рата обиколка на състезанието. Ренцо Дзордзи се намира на 19-а позиция с обиколка изоставане, когато горивната помпа закачена за двигателя се отмести. Италианецът паркира болида си извън трасето, преди двигателя да се възпламени. През това време двама маршали с пожарогасители пресичат трасето точно когато групата на Щук наближи старт-финалната права. Германецът на сантиметри се размина с първия, но следващия в групата Прайс, който се намира плътно зад Марч-а не успя да реагира навреме и удари с 270 км/ч 19-годишния маршал Янсен ван Вуурен, убивайки го моментално. Пожарогасителят с който ван Вуурен носи удари Прайс в лицето и продължавайки с висока скорост, Шадоу-а удари Лижие-то на Лафит на завоя Кроуторн след това. 27-годишният уелсец е смятан като един от най-бързите пилоти в спорта, както и един от най-популярните от фенове и от хората в падока, а смъртта му в един от най-страшните инциденти в историята на Формула 1 шокира всички.
Катастрофата забави водача в състезанието Лауда, което даде шанс на Шектър, Хънт и Депайе да се доближат до австриеца. Малко по-късно Ферари-то хвана част от катастрофиралия Шадоу, което повреди водната система и повишавайки температурата на двигателя. Лауда остана концентриран, запазвайки Шектър зад себе си за десет обиколки преди температурата да спадне и отново да се отдалечи пред преследвачите си. Андрети успя да си върне позицията си от Уотсън, докато Нилсон спря в бокса със спукана гума. Съотборникът му обаче, отпадна в 43-та обиколка с повредено кормило, породено от контакта си с Ройтеман. От целия този хаос Уотсън и Брамбила изпревариха аржентинеца.
Щук стана следващия отпаднал с повреда в двигателя в 55-а обиколка от 10-а позиция, което придвижи с позиция напред Клей Регацони със своя Инсайн. Междувременно в заключителните обиколки Депайе успя да мине пред Хънт за третата позиция, след като англичанина е забавен от затворения с две обиколки Марч на Лънгър. Паче загуби петата си позиция заради смяна на нова предна гума, която го прати предпоследен.
Лауда безпроблемно финишира за своята първа победа след ГП на Монако 1976, както и първите признаци към връщането му в старата си форма след катастрофата му в Нюрбургринг. Шектър остана доволен с второто място, което го постави начело в класирането при пилотите. Депайе записа първите си точки за сезона с трето място пред Хънт, Йохен Мас и Уотсън. Брамбила, Ройтеман, Фитипалди, Ханс Биндер, Нилсон, Паче, Лънгър и Пъркинс са останалите финиширали. Празненствата са спрени, когато всички научиха за смъртта на Прайс и маршала Янсен ван Вуурен, който е разпознат от директора на състезанието след като привика всички маршали и намери че ван Вуурен липсва.

## Класиране
| Поз | No | Пилот             | Конструктор       | Обиколки | Време/Отпадане   | Място | Точки |
| --- | -- | ----------------- | ----------------- | -------- | ---------------- | ----- | ----- |
| 1   | 11 | Ники Лауда        | Ферари            | 78       | 1:42:21.6        | 3     | 9     |
| 2   | 20 | Джоди Шектър      | Волф-Форд         | 78       | +5.2             | 5     | 6     |
| 3   | 4  | Патрик Депайе     | Тирел-Форд        | 78       | +5.7             | 4     | 4     |
| 4   | 1  | Джеймс Хънт       | Макларън-Форд     | 78       | +9.5             | 1     | 3     |
| 5   | 2  | Йохен Мас         | Макларън-Форд     | 78       | +19.9            | 12    | 2     |
| 6   | 7  | Джон Уотсън       | Брабам-Алфа Ромео | 78       | +20.2            | 11    | 1     |
| 7   | 19 | Виторио Брамбила  | Съртис-Форд       | 78       | +23.6            | 14    |       |
| 8   | 12 | Карлос Ройтеман   | Ферари            | 78       | +26.7            | 8     |       |
| 9   | 22 | Клей Регацони     | Инсайн-Форд       | 78       | +46.2            | 16    |       |
| 10  | 28 | Емерсон Фитипалди | Фитипалди-Форд    | 78       | +1:11.7          | 9     |       |
| 11  | 18 | Ханс Биндер       | Съртис-Форд       | 77       | +1 Об.           | 19    |       |
| 12  | 6  | Гунар Нилсон      | Лотус-Форд        | 77       | +1 Об.           | 10    |       |
| 13  | 8  | Карлос Паче       | Брабам-Алфа Ромео | 76       | +2 Об.           | 2     |       |
| 14  | 30 | Брет Лънгър       | Марч-Форд         | 76       | +2 Об.           | 23    |       |
| 15  | 14 | Лари Пъркинс      | БРМ               | 73       | +5 Об.           | 22    |       |
| Отп | 9  | Алекс Рибейро     | Марч-Форд         | 66       | Двигател         | 17    |       |
| Отп | 10 | Ханс-Йоахим Щук   | Марч-Форд         | 55       | Двигател         | 18    |       |
| Отп | 5  | Марио Андрети     | Лотус-Форд        | 43       | Инцидент         | 6     |       |
| Отп | 33 | Бой Хайе          | Марч-Форд         | 33       | Ск.кутия         | 21    |       |
| Отп | 26 | Жак Лафит         | Лижие-Матра       | 22       | Инцидент         | 12    |       |
| Отп | 16 | Том Прайс         | Шадоу-Форд        | 22       | Фатален инцидент | 15    |       |
| Отп | 17 | Ренцо Дзордзи     | Шадоу-Форд        | 21       | Теч-гориво       | 20    |       |
| Отп | 3  | Рони Петерсон     | Тирел-Форд        | 5        | Горивна система  | 7     |       |

## Класирането след състезанието
| Поз | Пилот             | Точки |
| --- | ----------------- | ----- |
| 1   | Джоди Шектър      | 15    |
| 2   | Карлос Ройтеман   | 13    |
| 3   | Ники Лауда        | 13    |
| 4   | Джеймс Хънт       | 9     |
| 5   | Карлос Паче       | 6     |
| 6   | Емерсон Фитипалди | 6     |
| 7   | Патрик Депайе     | 4     |
| 8   | Марио Андрети     | 2     |

| Поз | Конструктор       | Точки |
| --- | ----------------- | ----- |
| 1   | Ферари            | 22    |
| 2   | Волф-Форд         | 15    |
| 3   | Макларън-Форд     | 9     |
| 4   | Брабам-Алфа Ромео | 7     |
| 5   | Фитипалди-Форд    | 6     |
| 6   | Тирел-Форд        | 4     |
| 7   | Лотус-Форд        | 4     |
| 8   | Инсайн-Форд       | 1     |